# Rezerwat przyrody Jezioro Kolno
Rezerwat przyrody Jezioro Kolno – rezerwat przyrody położony na terenie gminy Augustów w województwie podlaskim.

## Charakterystyka
Rezerwat położony jest 2 km na południowy zachód od wsi Kolnica i 8 km na południe od Augustowa. Rezerwat znajduje się w zasięgu administracyjnym Nadleśnictwa Augustów w granicach obrębu Białobrzegi. Grunty rezerwatu stanowią własność Skarbu Państwa, podlegają natomiast dzierżawie.
Rezerwat powołano Zarządzeniem Ministra Leśnictwa i Przemysłu Drzewnego z dnia 1 lutego 1960. Według aktu powołującego powierzchnia rezerwatu wynosi 269,26 ha. W aktach prawnych nie określono rodzaju, typu i podtypu rezerwatu. Według publikacji Nadleśnictwa Augustów jest to rezerwat faunistyczny (ornitologiczny). Celem ochrony w rezerwacie jest zachowanie miejsc lęgowych łabędzia niemego.
Rezerwat obejmuje jezioro Kolno wraz ze strefą przybrzeżnego szuwaru. Jezioro, zajmujące rozległe i w dużym stopniu zatorfione zagłębienie wytopiskowe, ma średnią głębokość 1–2 m, zaś maksymalna głębokość wynosi 3,3 m. Jezioro jest przepływowe – od południa i północy wpadają do niego cieki odwadniające zmeliorowane torfowiska, zaś z jeziora woda odpływa pogłębionym korytem Kolniczanki do rzeki Netty. Typy siedlisk występujące w rezerwacie zaliczają się do kategorii: starorzecza i inne naturalne, eutroficzne zbiorniki wodne.

## Fauna
Według danych z 2015 w rezerwacie występowało około 100 łabędzi niemych, w tym 10 par gniazdujących.
Duża powierzchnia jeziora Kolno i bogactwo roślinności przybrzeżnej sprzyja gnieżdżeniu się – poza łabędziami – licznych gatunków ptactwa, głównie wodno-błotnego. W rezerwacie występują 63 gatunki ptaków, z czego 56 gatunków objętych jest ochroną. Najczęściej występujące gatunki to kaczka krzyżówka, cyranka, łyska, bąk, perkoz dwuczuby, zausznik, perkozek, żuraw, śmieszka, rybitwa rzeczna, czajka, kobuz, krogulec, podróżniczek, remiz, wąsatka oraz ptactwo przelotne: gęsi i różne gatunki kaczek: płaskonos, świstun, głowienka, podgorzałka, uhla i inne.
W rezerwacie występuje 14 gatunków ryb w tym szczupak pospolity, węgorz europejski, 8 gatunków karpiowatych (karaś pospolity, kiełb pospolity, krąp, leszcz, lin, płoć, słonecznica pospolita, wzdręga), 2 gatunki okoniowatych (okoń pospolity, jazgarz), koza pospolita, ciernik.
Bezkręgowce reprezentowane są m.in. przez 22 gatunki wrotków i 12 gatunków skorupiaków.

## Flora
Na prawie całej powierzchni dno jeziora jest pokryte kobiercem ramienic (w tym chronioną ramienicą omszoną). Na pas szuwarów wokół jeziora składa się trzcina pospolita, pałka wąskolistna, oczeret jeziorny i skrzyp bagienny, występuje tu również sitowiec nadmorski i roślinożerna roślina aldrowanda pęcherzykowata. Na torfowiskach przy północnym i północno-zachodnim brzegu jeziora występują takie gatunki roślin, jak wierzba lapońska, turzyca bagienna, turzyca strunowa, rosiczka okrągłolistna i kruszczyk błotny.
W rezerwacie występują 2 gatunki sinic, 37 gatunków okrzemek, 25 gatunków zielenic, 7 gatunków tobołków, 2 gatunki złotowiciowców, 3 gatunki euglenin, 4 gatunki mszaków. Odnotowano też ponad 60 gatunków roślin naczyniowych, w tym gatunki objęte ochroną ścisłą (bobrek trójlistkowy) i częściową (grążel żółty, grzybienie białe, kruszczyk błotny, kukułka szerokolistna, rosiczka okrągłolistna).

## Ochrona i zagrożenia
Nadzór nad rezerwatem sprawuje Regionalny Dyrektor Ochrony Środowiska w Białymstoku. Rezerwat leży na terenie dwóch obszarów sieci Natura 2000: obszaru specjalnej ochrony ptaków „Puszcza Augustowska” (PLB200002) oraz obszaru mającego znaczenie dla Wspólnoty „Ostoja Augustowska” (PLH200005).
Dla rezerwatu obowiązuje do roku 2022 plan ochrony ustanowiony w roku 2003. Plan ten zakłada unaturalnienie zbiornika wodnego oraz utrzymanie bioróżnorodności organizmów wodnych. Cele te mają być realizowane m.in. poprzez utrzymanie wzdłuż brzegów pasów zadrzewień i zakrzaczeń, stałe zarybianie, odławianie i dbanie o odpowiedni skład ichtiofauny, obniżenie poziomu wody nadmiernie wypłycającej jezioro, zmniejszenie presji turystycznej poprzez budowę wież obserwacyjnych, zmniejszenie oddziaływania rolnictwa przez budowę przydomowych oczyszczalni ścieków i rozwój gospodarstw ekologicznych.